# Торсен, Свен-Оле
Свен-Оле Торсен (дат. Sven-Ole Thorsen; род. 24 сентября 1944, Копенгаген, Дания) — датский актёр, каскадёр, каратист, бодибилдер и тяжелоатлет. Благодаря своим внешним данным часто играл роли гигантов и злодеев, побеждаемых более мелкими противниками, но также играл и героические роли, например, Гуннара в фильме «Саги о викингах».

## Карьера
В 1982 году Торсен, представляя Данию, стал десятым на соревновании по силовой атлетике «Самый сильный человек Европы», в следующем 1983 году завоевал первое место на соревновании «Самый сильный человек Дании», в 1984 году на этих же соревнованиях был вторым.
Торсен получил известность благодаря ролям в фильмах где главные роли исполнял Арнольд Шварценеггер, в таких как «Конан-варвар» (Тогрим, боец с молотом), «Бегущий человек» (телохранитель Свен) и «Хищник» (советский военный советник). Их сотрудничество началось с фильма «Конан-варвар», на съёмки которого Шварценеггер пригласил своих товарищей-культуристов Торсена и Франко Коломбо. Позднее, когда Торсен эмигрировал в США, он работал каскадёром в фильме с участием Шварценеггера «Коммандо». Всего Торсен принял участие в съёмках 15 фильмов с участием Арнольда Шварценеггера (12 раз как актёр, трижды как каскадёр или тренер).
Также снимался в кино и на телевидении в фильмах различного жанра, играя самые разные роли, телохранителя в шляпе в картине «Лоботрясы», непобедимого гладиатора Тигра Галльского в фильме «Гладиатор», остроумного лейтенанта Майкла Эллиса в картине «Капитан Пауэр и солдаты будущего» и пришельца Секундуса в фильме «Абраксас, хранитель Вселенной».
Несмотря на сильный датский акцент, Торсена практически никогда не замещали дублёром при озвучивании (за исключением фильма «Трудная мишень»). Торсен свыше года добивался роли Тигра Галльского в фильме «Гладиатор», обойдя кандидатуру Лу Ферриньо. Работа каскадёров в этом фильме, в том числе и Торсена, была вознаграждена двумя наградами «Таурус» Мировой академии каскадёров.
Торсен основал несколько федераций: в 1979 году Датскую федерацию бодибилдинга (ныне Датская федерация бодибилдинга и фитнеса) и Cigar Night at Schatzi в городе Санта-Моника, Калифорния, вместе со Шварценеггером. Торсен обладает коричневым поясом каратэ-сётокан и несколькими чемпионскими титулами. Написал автобиографию «Силачи в Голливуде», опубликованную 26 октября 2007 года. Первый выпуск книги разошёлся за 24 часа.

## Личная жизнь
Торсен был дважды женат. От первой жены, Биргитты Сундинг, у него два сына, Микаэль и Мартин. В 1970-х он познакомился со своей второй женой, Анникой Ярле, артисткой цирка, заклинательницой змей и поп-певицей. В то время как она была замужем за близким другом Торсена, чемпионом по боксу Хансом Юргеном Якобсеном. Анника и Свен-Оле поженились в 1982 году. После своего 40-летнего юбилея Торсен и его жена решили перебраться из Дании в США, что и сделали в апреле 1985 года. Пара рассталась в 1991 году.
С 1990 года Торсен встречался с актрисей и певицей Грейс Джонс, по состоянию на 2007 год они поддерживают открытые отношения. Согласно автобиографии у них были отношения с конца 1970-х годов.
В 1995 году Торсен начал встречаться с Эрикой Хафф, дочерью певца Леона Хаффа.
Торсен проживает в городе Санта-Моника (штат Калифорния). У него были две собаки, джек-рассел-терьер Джек и бультерьер Клео (ныне усопший). В 2006 году он выиграл датскую премию «Show of Winners» в честь владельцев собак. В свободное время Торсен изготовляет скульптуры по дереву и рисует, свои работы он представил публике в датском журнале Euroman.

## Избранная фильмография
| Год       |    | Русское название                       | Оригинальное название                        | Роль                         |
| --------- | -- | -------------------------------------- | -------------------------------------------- | ---------------------------- |
| 1982      | ф  | Конан-варвар                           | Conan the Barbarian                          | Торгрим                      |
| 1984      | ф  | Конан-разрушитель                      | Conan the Destroyer                          | Тогра                        |
| 1985      | ф  | Рыжая Соня                             | Red Sonja                                    | телохранитель                |
| 1986      | ф  | Без компромиссов                       | Raw Deal                                     | бородатый телохранитель      |
| 1986      | с  | Команда «А»                            | The A-Team                                   | Ролф                         |
| 1987      | ф  | Смертельное оружие                     | Lethal Weapon                                | наёмник                      |
| 1987      | ф  | Хищник                                 | Predator                                     | советский офицер             |
| 1987      | ф  | Бегущий человек                        | The Running Man                              | Свен                         |
| 1987      | ф  | За бортом                              | Overboard                                    | Олаф                         |
| 1987—1988 | с  | Капитан Пауэр и солдаты будущего       | Captain Power and the Soldiers of the Future | лейтенант Майкл «Танк» Эллис |
| 1988      | ф  | Красная жара                           | Red Heat                                     | Николай                      |
| 1988      | ф  | Близнецы                               | Twins                                        | Сэм Клайн                    |
| 1989      | ф  | Розовый кадиллак                       | Pink Cadillac                                | бандит                       |
| 1990      | ф  | Охота за «Красным Октябрём»            | The Hunt for Red October                     | старший матрос               |
| 1990      | ф  | Абраксас, хранитель Вселенной          | Abraxas, Guardian Of The Universe            | Секундус                     |
| 1990—1991 | с  | Флэш                                   | The Flash                                    | разные персонажи             |
| 1991      | ф  | Терминатор 2: Судный день              | Terminator 2: Judgment Day                   | охранник                     |
| 1991      | ф  | Харли Дэвидсон и Ковбой Мальборо       | Harley Davidson and the Marlboro Man         | Дэвид                        |
| 1992      | в  | Безжалостный 2                         | Dead On: Relentless II                       | механик                      |
| 1992      | ф  | Смертельное оружие 3                   | Lethal Weapon 3                              | второй приспешник            |
| 1992      | ф  | Немезида                               | Nemesis                                      | киборг                       |
| 1993      | ф  | Некуда бежать                          | Nowhere to Run                               | заключённый                  |
| 1993      | с  | Крутой Уокер: Правосудие по-техасски   | Walker, Texas Ranger                         | боец в тренажерном зале      |
| 1993      | ф  | Дракон: История жизни Брюса Ли         | Dragon: The Bruce Lee Story                  | Демон                        |
| 1993      | ф  | Последний киногерой                    | Last Action Hero                             | бандит                       |
| 1993      | ф  | Трудная мишень                         | Hard Target                                  | Стивен                       |
| 1993      | в  | Киборг 2: Стеклянная тень              | Cyborg 2: Glass Shadow                       | швейцар                      |
| 1994      | ф  | В смертельной зоне                     | On Deadly Ground                             | Отто                         |
| 1994      | ф  | Пропавшие миллионы                     | A Low Down Dirty Shame                       | телохранитель главаря банды  |
| 1995      | ф  | Быстрый и мёртвый                      | The Quick and the Dead                       | Гатзон                       |
| 1995      | мс | Настоящие монстры                      | Aaahh!!! Real Monsters                       | Ларс Халверсон               |
| 1995      | ф  | Саги о викингах                        | The Viking Sagas                             | Гуннар                       |
| 1995      | ф  | Лоботрясы                              | Mallrats                                     | Ла Фур                       |
| 1996      | с  | Человек ниоткуда                       | Nowhere Man                                  | убийца                       |
| 1996      | ф  | Стиратель                              | Eraser                                       | русский бандит               |
| 1996      | ф  | Пуленепробиваемый                      | Bulletproof                                  | бандит в мотеле              |
| 1997      | ф  | Джордж из джунглей                     | George of the Jungle                         | наёмник                      |
| 1997      | ф  | Кулл-завоеватель                       | Kull the Conqueror                           | король Борна                 |
| 1998      | с  | Спасатели Малибу                       | Baywatch                                     | Ханс Улпан                   |
| 1998      | в  | Лучший из лучших 4: Без предупреждения | Best of the Best 4: Without Warning          | Борис                        |
| 1999      | ф  | Тринадцатый воин                       | The 13th Warrior                             | не ставший королём           |
| 1999      | ф  | Конец света                            | End of Days                                  | бандит                       |
| 2000      | ф  | Дублёр                                 | The Alternate                                | секретный агент              |
| 2000      | ф  | Гладиатор                              | Gladiator                                    | Тигр Галльский               |
| 2001      | ф  | Бандиты                                | Bandits                                      | охранник тюрьмы              |
| 2001      | ф  | Шоссе 666                              | Route 666                                    | русский наёмный убийца       |
| 2002      | ф  | Возмещение ущерба                      | Collateral Damage                            | жертва террористов           |
| 2002      | ф  | Цена страха                            | The Sum of All Fears                         | Хафт                         |
| 2003      | ф  | Ангелы Чарли: Только вперёд            | Charlie’s Angels: Full Throttle              | автоматчик Монгол            |
| 2003      | ф  | Сокровище Амазонки                     | The Rundown                                  | громила                      |
| 2004      | ф  | U-429: Подводная тюрьма                | In Enemy Hands                               | Ханс                         |
| 2005      | ф  | Заложник                               | Hostage                                      | головорез в капюшоне         |
| 2011      | мф | Ронал-варвар                           | Ronal Barbaren                               | генерал                      |